# 여군

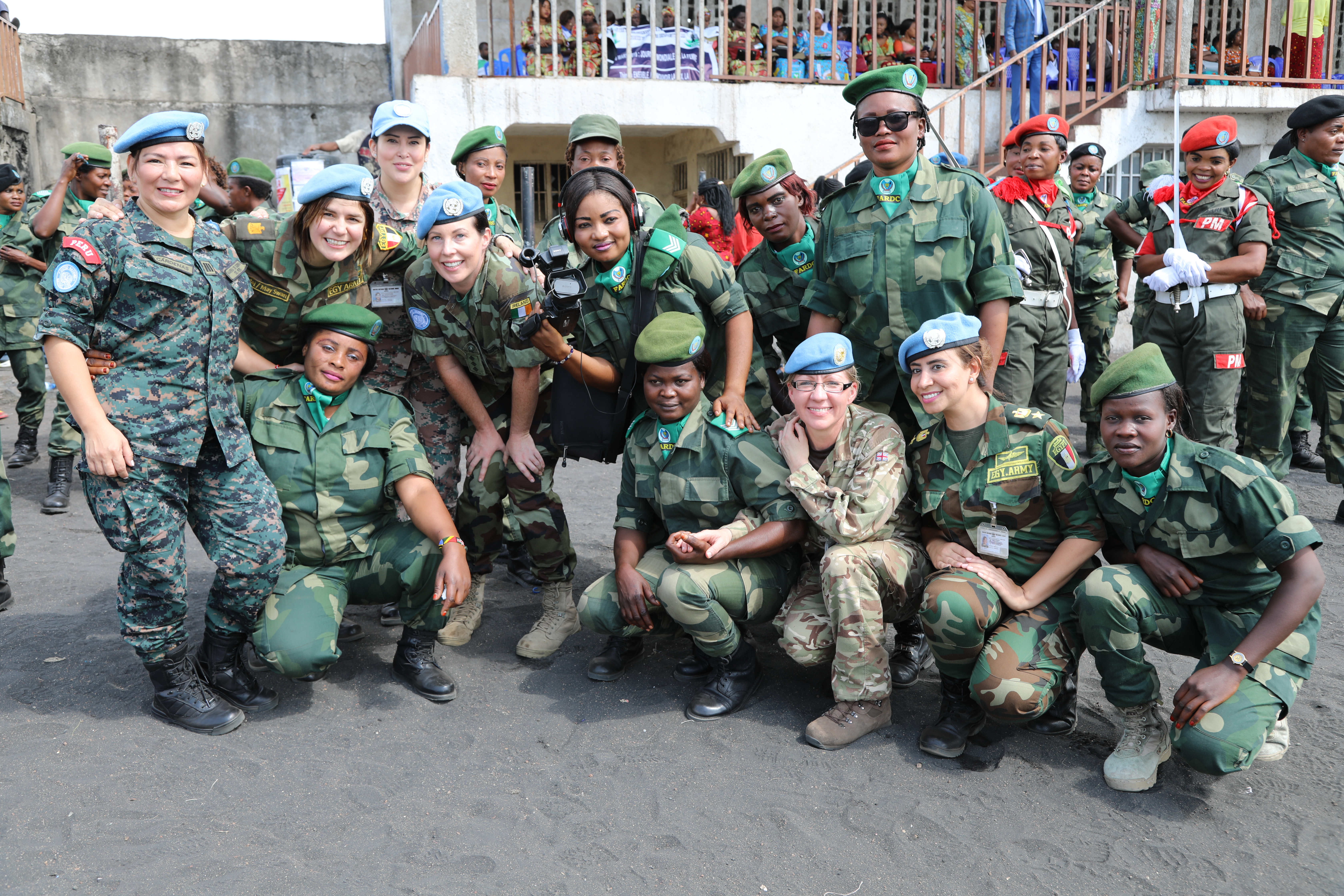
콩고민주공화국의 FARDC과 MONUSCO의 여성 인원들.

여성이 자국의 군대에서 복무할 가능성 또는 의무 (2024)
남녀 모두 자원 봉사
남녀 모두 징집
남녀 모두에 대한 선택적 징집
남성은 징집 대상, 여성은 자원 입대 가능
남성은 선발 징집, 여성은 자원 입대 가능
데이터 없음, 군인 없음, 여성 없음.

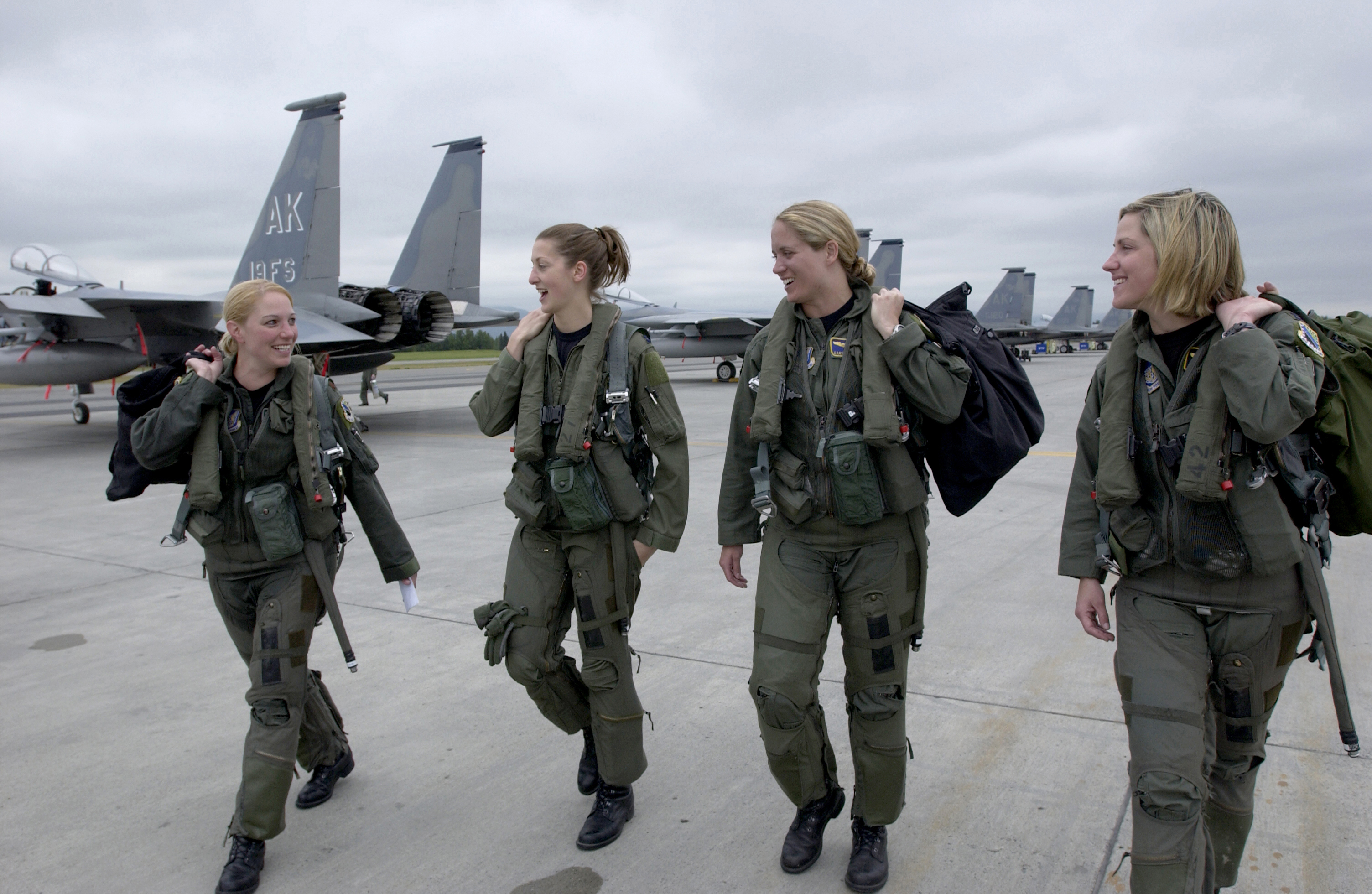
미 공군 제3비행단 소속의 여성 F-15 이글 조종사 4명이 엘먼도프-리처드슨 합동기지에서 전투기 탑승을 위해 걸어가고 있다.

여군(女軍, 문화어: 녀군)은 여성 군인 혹은 여성으로 조직된 군대를 뜻한다. 동서고금을 막론하고 모든 나라에서 남성 군인과 남성으로 조직된 군대에 비하여 적은 비율이다. 여군은 대체로 19세기 이후에 창군되었다.
여성이 남성에 비해 신체 능력이 떨어지는 탓에 과거에는 거의 여군을 운용하지 않았으며 기껏해야 초한전쟁 시절 한고제가 기신을 지휘관으로 삼아 항우의 눈을 속이고 유방이 도망갈 시간을 벌기 위해 구성된 소수의 여군 정도만 존재했다. 근대 이후까지 여군은 지극히 제한적인 병과(주로 간호병, 취사병, 기행병)에서만 활약했으며 현대에 이르러서 여군의 비중이 조금씩 상승하는 추세이다.

## 역사

### 나라별 역사
- 기원전 204년 : 초한전쟁 당시 한고제는 형양성에서 항우에게 포위당했는데 한고제는 진평의 계략에 의해 기신을 지휘관으로 삼아 2,000명 규모의 여군을 결성해서 항우에게 보냄. 그리고 그 틈을 타 한고제는 여군을 내보낸 반대 방향으로 도주.
- 19세기 : 프랑스가 여군을 창군함.
- 1901년 : 미국이 미국-에스파냐 전쟁 중 여군을 창군함.
- 1922년 : 영국이 여군을 창군함.
- 1945년 : 독일(서독)·노르웨이·덴마크·네덜란드가 여군을 창군함.
- 1948년 : 미국 여군이 정규군으로 편성됨.
- 1949년 : 영국 여군이 정규군으로 편성됨.
- 1972년 : 미국 여군이 세계 최초의 여군 장군을 배출함.

### 대한민국의 여군 역사
- 1950년 9월 6일 : 6.25 전쟁 중 임시 수도였던 부산에서 여자의용군교육대가 정식 발족함으로써 처음으로 여군이 군 조직 내에 등장하였다.
- 1951년 11월 : 여자의용군교육대가 해체된 후 육군본부 고급부관실 여군과로 편입되었다.
- 1953년 2월 1일 : 육군보병학교에 여군교육대가 다시 창설되어 6.25 전쟁 휴전 시까지 4기에 걸쳐 군사훈련과 병과기술훈련을 실시하였다.
- 1955년 7월 : 여군훈련소가 창설되어 여군의 훈련을 전담하게 되었다.
- 1959년 1월 : 여군과가 육군본부 여군처로 개편되었다.
- 1967년 7월 14일 : 육군간호학교가 창설되어 군에 정식 간호장교 양성 과정이 자리잡았다.
- 1969년 : 베트남 전쟁에 최초로 여군이 파병되었다.
- 1970년 12월 : 여군처가 육군본부 직할 여군단으로 승격되었다.[1]
- 1974년 1월 : 개편된 여군계급제도에 따라 여군의 병 입대가 폐지되고 장교·부사관만으로 편성되도록 개편되었다.
- 1977년 : 육군에서 전군 최초의 여군 준위가 배출되었다.[2]
- 1981년 : 육군에서 전군 최초의 여군 헬기 조종사가 배출되었다.[3][4]
- 1990년 : 여군 병과가 해체되고 2월에 육군여군학교가 창설되었다.
- 1991년 1월 1일 : 여군단이 해체되고 인사참모부 여군처로 개편되었다.
- 1993년 : 육군에서 최초로 여군이 소대장(사단 신병교육대)에 보직되었다.
- 1997년 : 공군사관학교에서 최초로 여성 생도가 입교하였다.[5][6] 또한 육군에서 최초로 여군이 연대장(육군훈련소 신병교육연대)에 보직되었다.[7]
- 1998년 : 육군사관학교에서 최초로 여성 생도가 입교하였다.[8]
- 1999년 : 해군사관학교에서 최초로 여성 생도가 입교하였다.[9][10]
- 2001년 : 해군에서 최초로 여군이 함정에 배치되었다.[11][12]
- 2002년 : 국군 최초의 여군 장성이 배출되었다.[13] 또한 육군에서 최초로 여군이 전투부대 소대장에 보직되었으며,[14][15] 공군에서는 최초의 여군 전투기·수송기 조종사가 배출되었다.[16][17] 11월에는 각 군별로 추진해 왔던 여군 정책을 통합할 필요성에 따라 국방부 직할로 여군발전단이 창설되었다.[18]
- 2003년 : 해군에서 최초로 여군이 전투함에 배치되었다.[19][20]
- 2005년 : 해군에서 최초의 여군 헬기 조종사가 배출되었다.[21][22]
- 2006년 : 여군발전단이 국방부 인사복지본부 예하 부서인 국방여성정책팀으로 개편되었다.[23] 또한 해병대에서 최초로 여군이 전투부대 중대장에 보직되었다.[24]
- 2007년 : 공군에서 최초의 여군 전투기 편대장[25][26]과 KF-16 조종사[27]가 배출되었다. 7월에는 국방여성정책팀이 국방부 인사기획관실 예하 부서로 변경되었다.
- 2010년 : 숙명여자대학교에 여대 최초의 학생군사교육단(ROTC)이 창설되었다.[28][29] 또한 간호병과 이외의 전투병과(보병)에서 최초로 여군 장성이 배출되었다.[30][31]
- 2011년 : 법무 병과 출신 최초의 여군 장성이 배출되었다.[32][33][34] 또한 해군에서 최초의 여군 초계기 조종사(P-3)가 배출되었다.[35][36][37]
- 2012년 : 해군에서 최초로 여군이 고속정 정장에 보직되어 여군 최초의 해상지휘관이 배출되었다.[38][39]
- 2013년 : 해군과 공군에서 최초의 여군 준위가 배출되었다.[40]
- 2015년 : 육군3사관학교에서 최초로 여성 생도가 입교하였다.[41][42] 또한 육군에서 최초로 여군이 보병연대장에 보직되었으며,[43] 공군에서 최초로 여군이 방공유도탄 포대장(PAC-2)에 보직되었다.[44][45][46]
- 2017년 : 육군에서 포병 병과가 여군에게 개방된 이래 최초로 여군이 포대장에 보직되었다.[47] 또한 해군에서 최초의 여군 함장(소해함, 소령급)이 배출되었으며,[48][49] 이어서 최초의 여군 전투함 함장(유도탄고속함, 소령급)도 배출되었다.[50]
- 2018년 : 정훈 병과 출신 최초의 여군 장성이 배출되었다.[51][52] 또한 육군에서 최초로 여군이 전방사단 보병대대장에 보직되었으며,[53][54] JSA 경비대대에 국군 측에서는 최초로 여군이 배치되었다.[55][56]
- 2019년 : 여군 최초의 소장 진급자가 배출되었으며, 정보 병과 출신 최초의 여군 장성이 배출되었다.[57][58] 또한 육군에서 최초로 여군이 해안경계부대 중대장에 보직되었으며,[59] 공군에서는 최초로 여군이 비행대대장에 보직되었다.[60][61][62][63]
- 2020년 : 해군에서 최초로 여군이 중령급 함장(상륙함)에 보직되었으며,[64] 초계함 함장과 기뢰부설함 함장에도 여군이 최초로 보직되었다.[65][66] 또한 해병대에서 최초의 여군 헬기 조종사가 배출되었다.[67][68][69]
- 2021년 : 보병 병과 출신 최초의 여군 소장 진급자와 공병 병과 출신 최초의 여군 장성이 배출되었다.[70] 또한 해병대에서 최초로 여군이 보병부대 대대장에 보직되었다.[71]
- 2022년 : 육군에서 기갑 병과가 여군에게 개방된 이래 최초로 여군이 전차중대장에 보직되었다.[72]

## 대한민국의 여군
현재 대한민국 국군에서 여군은 병으로 입대할 수 없고 장교·부사관으로만 입대할 수 있으며, 이는 전세계에서 대한민국 국군만이 유일하다. 과거에는 6.25 전쟁 당시 창설된 육군 여군의용대에 여군 병사들이 입대하여 참전한 이래로 여군 병 제도가 유지되었던 적이 있었지만, 1974년 여군 병 제도가 폐지되어 이후로는 여성은 장교나 부사관으로만 복무할 수 있게 되었다.
2014년 이전까지는 기갑, 포병, 방공, 군종 등의 병과들이 여군에게 개방되지 않았으나, 2014년부터 전술한 병과들이 여군에게 개방되기 시작하여 여군이 해당 병과들에 진출하기 시작했다. 또한 해군의 경우, 2022년 잠수함에 여군 배치를 허용하지 않았던 지금까지의 관례를 깨고 여군도 잠수함 승조원으로 선발할 수 있도록 결정하였으며 이에 따라 이듬해인 2023년 최초의 여군 잠수함 승조원 9명을 선발하여 2024년부터 여군이 잠수함에 실제로 배치될 예정이다.
한편 여군 최초로 배출된 장성은 간호장교인 양승숙 준장으로, 2001년 11월 군 장성 인사에서 준장 진급이 확정되어 이듬해인 2002년 1월에 진급하였다. 2010년에는 간호장교 이외의 최초 여군 장성인 육군 보병 병과 출신의 송명순 준장, 2011년에는 군법무관 최초의 여군 장성인 이은수 준장이 배출되었다. 2017년에는 강선영 준장이 여군 최초로 임기제 진급이 아닌 정상 진급으로 장성으로 진급하였으며, 2019년에는 소장 진급에 성공하여 여군 최초의 소장 진급자가 되었다. 2019년에는 또한 정보 병과 출신 최초 여군 장성인 김주희 준장이 배출되었다. 2021년에는 여군 최초의 보병 병과 출신 소장 진급자인 정정숙 소장과 공병 병과 출신 최초 여군 장성인 강영미 준장이 배출되었다.
2023년 현재까지 배출된 국군의 여군 장성은 모두 육군에서 배출되었고, 해군과 공군, 해병대에서는 아직까지 여군 장성이 배출되지 않았다. 또한 대한민국 국군 여군의 진급 상한선은 소장으로 아직 중장에 진급한 여군은 없다.

### 지원 자격
| 항목      | 부사관                     | 장교                             |
| --------- | -------------------------- | -------------------------------- |
| 학력      | 고등학교 졸업 또는 그 이상 | 학사 학위 취득 예정 또는 그 이상 |
| 연령      | 18 ~ 27세                  | 20 ~ 27세                        |
| 신장 (cm) | 155 ~ 183                  | 155 ~ 184                        |
| 체중 (kg) | 40 ~ 87                    | 38 ~ 88                          |

## 같이 보기
- 나라별 여군
- 여전사 목록